# FT Jeßnitz
FT Jeßnitz (offiziell: Freie Turnerschaft Jeßnitz) war ein Sportverein aus Jeßnitz im heutigen Sachsen-Anhalt. 

## Geschichte
Der Verein wurde im Jahre 1906 gegründet. Im Jahre 1932 wurden die Jeßnitzer Fußballer zunächst Meister der Provinz Preußen. Durch 2:1-Siege über zunächst den ASV Leipzig-Schönefeld und den SV Fortuna Greppin wurde die Mannschaft Ostdeutscher Regionalmeister. Damit erreichte die Mannschaft das Halbfinale auf Reichsebene, wo sich die Jeßnitzer vor 4.000 Zuschauern in Berlin mit 4:1 gegen den ASV Stern Zierlau durchsetzte. Endspielgegner am 11. Dezember 1932 in Bitterfeld war der BV Bismarck-Ost aus Gelsenkirchen. Vor 4.000 Zuschauern gewann Jeßnitz deutlich mit 8:0 und sicherte sich die Rotsport Meisterschaft.
Wenige Monate später kam es zur Machtergreifung der Nationalsozialisten. Die FT Jeßnitz wurde verboten und aufgelöst. Es ist nicht bekannt, ob sich die Mitglieder anderen Vereinen anschlossen. Nach dem Ende des Weltkriegs wurde der SK Jeßnitz gegründet. Dieser änderte seinen Namen später in Traktor Jeßnitz, BSG Chemie Agfa Wolfen, Abteilung Jeßnitz, BSG Chemie Jeßnitz und 1990 dann in SG Jeßnitz.